# 菊地浩之
菊地浩之（きくち ひろゆき、1963年 - ）は、日本の経営史学者・歴史家。

## 略歴
北海道生まれ。転勤族の子に生まれ、20歳まで13回引っ越す。1986年國學院大學経済学部卒、ソフトウェア会社に入社。1994年頃経営史学会に入り、学術論文を発表、2005年に明治学院大学非常勤講師を兼務。2005年『企業集団の形成と解体』で國學院大學より博士（経済学）の学位を取得。専門は企業集団、企業系列の研究。

## 著書
- 『企業集団の形成と解体 社長会の研究』日本経済評論社 2005
- 『役員ネットワークからみる企業相関図』日本経済評論社 2006
- 『日本の15大財閥 現代企業のルーツをひもとく』平凡社新書 2009
- 『日本の15大同族企業』平凡社新書 2010
- 『図解損害保険システムの基礎知識』保険毎日新聞社 2012
- 『日本の地方財閥30家 知られざる経済名門』平凡社新書 2012
- 『日本100大企業の系譜 図ですぐわかる!』1-2、KADOKAWA メディアファクトリー新書 2013-14
- 『企業研究日本の200社 絶対内定!するための』KADOKAWA 2014
- 『47都道府県別日本の地方財閥』平凡社新書 2014
- 『図解合併・再編でわかる日本の金融業界 メガバンク・メガ生損保・3大証券の興亡』平凡社 2015
- 『日本の長者番付 戦後億万長者の盛衰』平凡社新書 2015
- 『徳川家臣団の謎』角川選書 2016
- 『三菱グループの研究 - 最強組織の実像に迫る』洋泉社（歴史新書） 2017
- 『三井・三菱・住友・芙蓉・三和・一勧 日本の六大企業集団』角川選書 2017
- 『三井グループの研究 - 実力主義が支えた名門集団』洋泉社（歴史新書） 2017
- 『住友グループの研究 - “結束力”を誇った企業集団』洋泉社（歴史新書） 2017
- 『織田家臣団の謎』角川選書 2018
- 『最新版 日本の15大財閥』角川新書 2019
- 『織田家臣団の系図』角川新書 2019
- 『豊臣家臣団の系図』角川新書 2019
- 『徳川家臣団の系図』角川新書 2020
- 『日本のエリート家系 100家の系図を繋げてみました』パブリック・ブレイン 2021
- 『系図で読み解く 名門家系「家名存続」の生き残り術』叶舎 2022
- 『徳川十六将 伝説と実態』角川新書 2022
- 『徳川家臣団 三河武士総覧』叶舎 2023
- 『財閥と学閥 三菱・三井・住友・安田、エリートの系図』角川新書 2025